# روتر ۸۶۶۶
سیارک ۸۶۶۶ (به انگلیسی: 8666 Reuter، نامگذاری:1991GG10) هشت هزار و ششصد و شصت و ششمین سیارک کشف شده‌است که در ۹ آوریل ۱۹۹۱ کشف شد.
قدر مطلق سیارک برابر ۱۴٫۸۰ است.